# Mundspüllösung
Eine Mundspüllösung oder kurz Mundspülung ist eine hauptsächlich antiseptisch wirkende flüssige Zubereitung, die der Prophylaxe im Mundraum dient. Unterschieden wird zwischen kosmetischen und medizinischen Erzeugnissen.
Mundspüllösungen unterscheiden sich zu Mundwässern dadurch, dass sie abhängig von den jeweils verwendeten Inhaltsstoffen wirksam gegen Karies, Zahnbelag, Zahnfleischentzündung und Zahnerosion vorbeugen können. Die Stiftung Warentest unterscheidet zwischen gebrauchsfertigen Mundspüllösungen, die unverdünnt angewandt werden, und Mundwässern, die als Konzentrat vor der Anwendung stark mit Wasser verdünnt werden. Letztere sind für den Schutz vor Karies nicht geeignet, da sie kein Fluorid enthalten. Die Verwendung einer Mundspülung für Menschen, die mit Bürste, Paste und Zahnseide kein perfektes Reinigungsergebnis erzielen, hingegen als sinnvoll.
Die meisten Mundspülungen verbessern im Zusammenhang mit den üblichen Mundhygienemaßnahmen wie dem Zähneputzen wirksam die Prophylaxe, indem sie die Vermehrung von Bakterien vermindern, die für Karies und Zahnfleischentzündungen verantwortlich gemacht werden. Wirksame Bestandteile sind dabei meist Fluoridverbindungen, die die Remineralisation des Zahnschmelzes fördern oder ätherische Öle, die antiseptisch wirken.
Mundspülungen können die Mundhygiene wirksam verbessern, sind jedoch im Allgemeinen nicht dazu geeignet, das Zähneputzen zu ersetzen. Manche medizinischen Mundspülungen sind jedoch dazu geeignet, für einen begrenzten Zeitraum das Zähneputzen vollständig zu ersetzen, zum Beispiel vor oder nach Kiefer- oder mundchirurgischen Operationen. Diese haben allerdings Nebenwirkungen, die eine dauerhafte Anwendung in der Regel ausschließen.

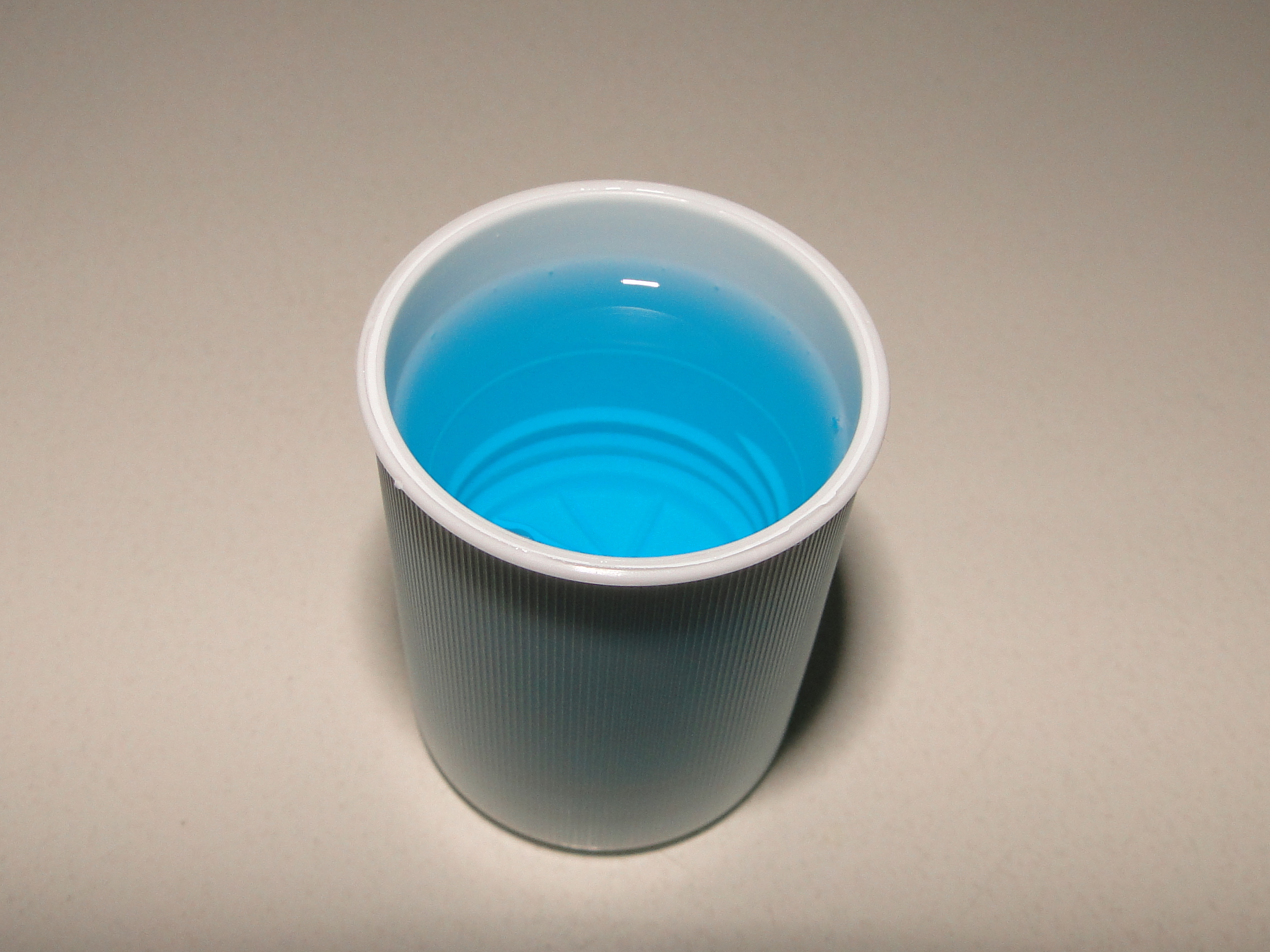
Fertige Mundspülung in der zugehörigen Verschlusskappe dosiert

## Geschichte
Die erste Mundspülung wurde 1892 von Karl August Lingner in Dresden entwickelt, kurze Zeit nachdem bakterielle Keime als Auslöser für Zahnerkrankungen erkannt wurden. Seine „Mundwasser“ genannte Mundspülung wurde unter dem Markennamen Odol vertrieben, unter dem sie auch heute noch erhältlich ist. Mit seinen modernen Verkaufsstrategien war Lingner dabei so erfolgreich, dass sein Produkt lange Zeit nahezu konkurrenzlos den Markt beherrschte. Während in den USA bereits in den 1970er Jahren gebrauchsfertige Mundspülungen (z. B. Listerine) üblich waren, waren in Deutschland bis Ende der 1980er Jahre Mundspülkonzentrate (z. B. Odol, One drop only) gebräuchlich.
Im Laufe der Zeit wurden die Zusammensetzungen der Mundspülungen weiterentwickelt. Anfangs bestand die Wirkungsweise lediglich darin, Mundgeruch zu verhindern. Inzwischen enthalten die Mundspülungen eine Vielzahl von wirksamen Bestandteilen, die unterschiedlichste Ziele im Rahmen der Mundgesundheit sicherstellen sollen.

## Zusammensetzung
Die Zusammensetzung der Mundspülungen ist recht unterschiedlich. Inhaltsstoffe sind etwa Propandiol, Ethanol, Wasser, Zink-Verbindungen, Metallionen, Quartäre Ammoniumverbindungen, Sanguinarin, Chlorhexidin, Phenolverbindungen, Aromastoffe, ätherische Öle, Salicylsäurephenylester, Sorbitanester, Natrium-Saccharin, Arginin, Kalziumcarbonat, Kaliumnitrat, Cetylpyridiniumchlorid, Strontiumchlorid, Oxalat, Aloe vera, Minze, Salbei oder Kamille. Manche medizinische Mundspülungen enthalten Chlorhexidin. Oft sind Fluoride zur Remineralisierung und Härtung des Zahnschmelzes enthalten. Manche Mundspülungen enthalten Alkohol als Lösungsvermittler, um die teilweise enthaltenen ätherischen Öle mit Wasser zu einer Lösung zu verbinden. Der Alkoholgehalt kann bis zu 30 % betragen.

## Anwendung
Mit konzentrierten Mundspülungen erzeugt der Verbraucher selbst eine Lösung, indem nach Herstellerangaben das Konzentrat mit Wasser vermischt wird. Bei unverdünnten Mundspülungen dient die Kappe der Flasche als Dosierungsgefäß. Mit der Mundspülung wird der Mund- und Rachenraum kräftig durchgespült. Dadurch werden auch Bereiche in der Mundhöhle (z. B. Zahnzwischenräume) erreicht, die für die Zahnbürste nicht oder nur schwer zugänglich sind.

## Wirkung
Mundspülungen können im Gegensatz zu reinen Mundwässern in Abhängigkeit von den jeweils verwendeten Inhaltsstoffen wirksam gegen Karies, Zahnbelag, Zahnfleischentzündungen und Zahnerosion vorbeugen. Des Weiteren können sie präventiv gegen Infektionen wirken, die mikrobielle Mundflora stabilisieren, Zahnhalsüberempfindlichkeiten reduzieren und sowohl die Wundheilung als auch die Speichelfunktion unterstützen.
Die bisher am intensivsten klinisch untersuchten Wirkstoffe stellen die Fluoridverbindungen dar, die auch in den meisten Zahncremes vorliegen. Fluoridverbindungen wie Natrium- oder Aminfluorid bilden auf der Zahnoberfläche eine kalziumfluoridähnliche Schicht, die bei Absinken des pH-Wertes im Mund Fluoridionen freisetzt, welche der Remineralisierung der Zähne dient. Sie helfen nachweislich, aus dem Zahnschmelz gelöste Kalziumphosphate schneller wieder in den Zahnschmelz einzubauen. Zudem dringen Fluoride in höheren Konzentrationen auch in plaquebildende Bakterien ein und hemmen deren Vermehrung. Mehrere Studien deuten an, dass Aminfluorid wirksamer ist als Natriumfluorid, vor allem gemeinsam mit Zinnfluorid. Jedoch ist Aminfluorid als Rohstoff weit teurer als Natriumfluorid, weshalb es trotz besserer Wirkung in vielen Mundspülungen nicht oder gering dosiert eingesetzt wird.
Obwohl die Fluorid-Aufnahme über fluoridhaltige Zahncremes im Allgemeinen als hinreichend gilt, gilt eine zusätzliche Fluoridmundspüllösung insbesondere für Risikopatienten als vorteilhaft. Jedoch kann die Wirkung von Fluorid nicht beliebig linear gesteigert werden. Ab einer gewissen Fluorid-Zufuhr nutzt eine weitere Zufuhr nicht mehr. Um den größten Effekt der fluoridhaltigen Mundspülung zu erzielen, gilt die Empfehlung, eine Menge von 10 ml für ein bis zwei Minuten im zeitlichen Abstand zum Zähneputzen zu verwenden. Nach der Spülung sollte für 15 Minuten auf die Nahrungsaufnahme und Trinken verzichtet werden.
Auch Zink-Verbindungen werden positive Wirkungen auf die Zahngesundheit nachgesagt. Laut Stiftung Warentest sollen sie der Zahnstein-Bildung vorbeugen. Mehrere Studien ergaben, dass Zink die Zahnschmelz-Remineralisierung durch Fluorid positiv beeinflussen kann und die Plaquebildung hemmen kann.
Mundspüllösungen für schmerzempfindliche Zähne sollen offene Dentinkanälchen schließen. Sie enthalten beispielsweise eine Kombination aus Arginin und Kalziumcarbonat, Kaliumnitrat, Strontiumchlorid oder Oxalat.
Als besonders wirksam gegen Plaque haben sich Mundspülungen auf Basis von ätherischen Ölen gezeigt. Die Inhaltsstoffe sind hier beispielsweise Methylsalicylat, Thymol, Cineol (Eukalyptol) und Menthol. Diese Öle dringen in den Biofilm, auch subgingival, ein. Sie wirken bis in eine Taschentiefe von 2 Millimetern. Ätherische Öle können aufgrund ihrer guten Lipidlöslichkeit die bakterielle Zellmembran leicht durchdringen und dadurch direkt deren Metabolismus angreifen. Der hydrophobe Charakter der Öle verhindert die Bakterienaggregation und wirkt so einer Plaqueakkumulation effizient entgegen. Eine Studie verglich mehrere Mundspülungen in Bezug auf deren Wirkung auf plaquebildende Bakterien. Spülungen auf Basis ätherischer Öle waren Spülungen mit Aminfluorid/Zinnfluorid, Triclosan und PVA/MA-Kopolymeren überlegen. Untersuchungen zur Wirkung der Mundspülung auf das Bakterium Actinobacillus actinomycetemcomitans, einen der Hauptkeime der Parodontitis, ergaben, dass die Mundspüllösung des Herstellers Listerine auf Basis ätherischer Öle dieses Bakterium genauso effektiv im planktonischen Stadium wie auch im Biofilm abtötet. An sich entwickeln diese Bakterien Resistenzen gegenüber antimikrobiellen Mitteln durch Bildung eines Biofilms. Eine weitere Studie ergab, dass die ätherischen Öle den Biofilm (Plaque) komplett durchdringen und Bakterien bis zur Zahnoberfläche abtöten können.
Allerdings erwies sich „Listerine Cool Mint“-Mundwasser als potenziell krebsfördernd, da Abstriche im Mund- und Rachenraum nach 90-tägiger Anwendung gegenüber einer Placebogruppe das vermehrte Auftreten von Fusobacterium nucleatum sowie Streptococcus anginosus belegten. Beide fördern Krankheiten oder sind nach Ausbruch mehrerer Krebsarten vermehrt vorhanden, insbesondere bei Speiseröhren- und Darmkrebs sowie systemischen Erkrankungen.
Mundspüllösungen können, mit Ausnahme von chlorhexidinhaltigen Präparaten, die mechanische Reinigung der Zähne nicht ersetzen. Sie sind additiv einzusetzen. Sie sind dort am wirksamsten, wo mechanisch unzureichend gereinigt wird, beispielsweise in Zahnzwischenräumen.
Einzig chlorhexidinhaltige Präparate können die Zahnbürste ersetzen, wenn die reguläre Mundhygiene nur beschränkt oder gar nicht möglich ist, z. B. nach Operationen. Chlorhexidin gilt als effektivster Anti-Plaque- und Anti-Gingivitis-Wirkstoff im Vergleich zu allen anderen Mitteln der chemischen Plaquereduktion wie Metallionen (z. B. Cu2+, Zn2+ und Sn2+), quartären Ammoniumverbindungen, phenolischen Substanzen (z. B. Triclosan), Sanguinarin oder Fluorid. Chlorhexidinhaltige Mundspülungen werden beispielsweise zur Unterstützung der Heilung nach operativen Eingriffen eingesetzt, teilweise auch prophylaktisch vor operativen Eingriffen, um eine relative Keimfreiheit zu erreichen oder auch im Rahmen spezieller zahnärztlicher Therapien wie z. B. der Parodontosetherapie oder der Full Mouth Disinfection. Zweimal tägliches Spülen mit 10 ml einer 0,2-prozentigen CHX-Lösung konnte in zahlreichen Studien die Plaqueneubildung um 90 bis 100 % reduzieren. Eine längerfristige Anwendung kann in dieser Konzentration zu (reversiblen) oberflächlichen Verfärbungen an Zähnen, Zahnfleisch sowie Zahnersatz und zu Geschmacksveränderungen führen. Die Verfärbungen fallen umso mehr auf, je höher dosiert das Chlorhexidin ist, je länger die Anwendung andauert und umso weniger mechanische Reinigung mit Zahnbürste und Zahncreme angewandt wird. Verfärbungen lassen sich durch regelmäßige mechanische Reinigung der Zähne mit Zahncreme in der Regel entfernen. Eine professionellen Zahnreinigung kann diese Verfärbungen entfernen. Bei dauerhafter häuslicher Anwendung sollte man im wöchentlichen Rhythmus abwechselnd Chlorhexidin und eine nicht chlorhexidinhaltige Mundspüllösung verwenden, um diese Nebenwirkung zu verringern. Die bräunlichen Ablagerungen entstehen, weil bei der Zerstörung bakteriellen Zellmembranen bakterielle Proteine denaturieren werden und dabei Disulfidfunktionen zu Thiolfunktionen reduziert werden, die mit den Eisen(III)-Ionen des Speichels dunkel gefärbte Komplexe bilden. Andere Verfärbungen könnten dadurch entstehen, dass im Speichel gelöste Monosaccharide wie Glucose und Fructose mit den Aminfunktionen bakterieller Proteine reagieren (Maillard-Reaktion).
Niedrigere Konzentrationen verringern diese Nebenwirkungen; dann ist aber auch die erwünschte Wirkung beschränkt, dennoch gut belegt. Es existieren inzwischen auch Formulierungen, die Verfärbungen und Geschmacksirritationen vorbeugen sollen: „Anti Discoloration System“. Diese Formulierungen sind jedoch relativ niedrig dosiert. Von einer ungezielten, langfristigen Anwendung zum Zwecke der Prävention rät die Deutsche Gesellschaft für Zahn-, Mund- und Kieferheilkunde ab.
Für längere Zeiträume (regelmäßige Anwendung ab sechs Wochen) und bei einer behandelten Taschenproblematik oder mit Implantaten existiert mindestens eine Studie, in der sich ätherische Öle als wirksamer als Chlorhexidin erwiesen. Diese Ergebnisse müssen jedoch mit Vorsicht bewertet werden, da möglicherweise die Compliance in der Chlorhexidin-Vergleichsgruppe aufgrund der Nebenwirkungen nicht gesichert war.
Unter manchen Experten ist die dauerhafte Anwendung von Antiseptika in der Mundhöhle umstritten, da diese sie natürliche Mundflora verändern. Andere Experten halten Mundspülungen für stabilisierend für die Mundflora. Mehrheitlich überwiegen Meinungen, die den Nutzen höher als die Risiken bewerten.
Seit Jahren werden Mundspülungen mit „flüssigen“ oder „künstlichem Zahnschmelz“ beworben, der sogar beginnende Karies „heile“. Diese enthalten unter anderem „Nanopartikel“ aus Hydroxylapatit. Obwohl sich dieser Wirkstoff seit Jahren in Produkten auf dem Markt befindet und einige In-vitro-Studien dessen Wirkung belegten, fehlen bisher aussagekräftige klinische Studien einer Wirkung im lebenden menschlichen Körper. Zudem werden die Studien als stark mangelhaft bewertet.
Die meisten Mundspülungen werden im Rahmen der EG-Verordnung Nr. 1223/2009 als kosmetische Mittel und nicht als medizinische Produkte angeboten. Diese Unterscheidung ist rechtlich bedeutsam. Bei medizinischen Produkten muss die Wirkung in Bezug auf eine bestimmte Indikation durch aufwändige und teure Zulassungsverfahren belegt werden. Diese besagen mitunter nicht, wie effektiv ein Produkt im Vergleich zu Mundspülungen nach der Kosmetikverordnung wirkt. Manche Experten halten den Unterschied für praktisch wenig relevant, etwa Michael Noack, Direktor der Poliklinik für Zahnerhaltung und Parodontologie, Zentrum für Zahn-, Mund- und Kieferzahnheilkunde der Universitätsklinik Köln: „Oft sind juristische Aspekte wichtiger als inhaltliche. Schließlich wirken Zahnpasten mit 1450 ppm Fluorid medizinisch, indem sie kariöse Läsionen verhindern. Trotzdem, oder zum Glück, werden die Zahnpasten im Supermarkt verkauft.“
Es existieren viele Wirkstoffe, die in Kombinationen in verschiedenen Mundspülungen nach der Kosmetikverordnung enthalten sein dürfen und für die eine Wirkung versprochen werden kann. Bei den Zusammensetzungen der Lösungen folgen Hersteller teilweise aktuellen Forschungsergebnissen oder eigenen Untersuchungen. Daher können Hersteller kosmetischer Mundspülungen flexibel auf neue Erkenntnisse oder Trends reagieren, indem sie Rezepturen schnell umstellen. Häufig fehlt es dabei an aussagekräftigen klinischen Studien, um eine Beurteilung im Vergleich zu anderen Produkten zu treffen. Insbesondere Nicht-Marken-Hersteller ändern Rezepturen recht häufig. Bei Tests von Verbrauchermagazinen mag ein getestetes Produkt bei Veröffentlichung der Ergebnisse bereits verändert sein. In großen klinischen Studien werden häufig Markenprodukte bevorzugt, die ihre Rezeptur eher selten ändern. So ist die Listerine-Mundspülung eine der weltweit klinisch am besten untersuchten Mundspülungen überhaupt.

## Gesetzlicher Rahmen
Gemäß einem Urteil des Europäischen Gerichtshofs werden Mundspülungen mit dem pharmakologisch wirksamen Bestandteil Chlorhexidin als Medikamente behandelt und müssen nach den entsprechenden pharmazeutischen Standards hergestellt werden. Ansonsten gelten Mundspülungen und Mundwässer gemäß Art. 2 Absatz 1a der EU-Kosmetikmittelverordnung 1223/2009 als kosmetisches Mittel.